# Nina Kraljić
Nina Kraljić (Lipovljani, Sisak-Moslavina, Croacia, 4 de abril de 1992) es una cantante croata de género musical Pop e Indie pop. En 2009, hizo su primera aparición en el concurso Supertalent, donde finalizó décima. Saltó a la fama en 2015, tras ser la primera ganadora de La Voz de Croacia. El día 24 de febrero de 2016, se anunció su elección como representante de Croacia en el Festival de la Canción de Eurovisión 2016. Quedó en 23° lugar en la final. Ese mismo año ganó el Premio Barbara Dex a la concursante de Eurovisión "peor vestida" del año.

## Biografía

### Inicios
Nacida en el municipio croata de Lipovljani en el Condado de Sisak-Moslavina el día 4 de abril de 1992, durante la época de la República Federativa Socialista de Yugoslavia. Desde muy joven ha tenido una gran pasión por el mundo de la música.
Años más tarde en 2009 realizó su primera aparición en televisión, como concursante de la primera edición de la versión croata del concurso de talentos Got Talent, titulado Supertalent que es emitido por el canal Nova TV y donde finalizó en el décimo lugar.

### Carrera profesional (2015-presente)
En el 2015 saltó a la fama, tras haber sido la primera ganadora del concurso La Voz de Croacia, The Voice – Najljepši glas Hrvatske. En el programa estuvo en el equipo del famoso cantante Jacques Houdek y lo logró ganar tras los buenos resultados que tuvo durante las galas y después de una exitosa audición final, en la que obtuvo aproximadamente un total de 1 millón de votos de espectadores de todo el país, convirtiéndose en uno de los rostros más conocidos del panorama musical.
El día 24 de febrero de 2015, se anunció que fue elegida internamente por la compañía de radiodifusión croata Hrvatska Radiotelevizija (HRT) representante de Croacia en el Festival de la Canción de Eurovisión 2016, que se celebró en Estocolmo, Suecia. Allí interpretó la canción «Lighthouse», que quedó en 23.er puesto.
Ha ganado el Premio Music Pub Zlatka Turkalja y está nominada a los Premios Musicales Porin en la categoría a la Mejor Joven Artista del Año y también al mismo tiempo acaba de firmar un contrato en la famosa compañía discográfica Universal Music Group (UMG), con la que se encuentra grabando su primer disco, que incluirá el primer sencillo titulado «Zaljuljali smo svijet».

## Discografía

### Álbumes de estudio
- Samo (2015)

### Sencillos
- "Kaži Mi" (2009)
- "Zaljuljali smo svijet" (2015)
- "Lighthouse" (2016)
- "Samo" (2016)
- "Snijeg" (2016)